# Liste der denkmalgeschützten Objekte im Okres Bratislava I/W–Ž
Die Liste der denkmalgeschützten Objekte im Okres Bratislava I/W–Z enthält die nach slowakischen Denkmalschutzvorschriften geschützten Objekte im Stadtbezirk Okres Bratislava I, der den Stadtteil Staré Mesto umfasst, in den Straßen beginnend mit den Buchstaben W bis Z.

## Denkmäler
| Foto |                 | Denkmal / č. ÚZPF                                 | Standort / Konskr. Nr.                                                           | Offizielle Beschreibung                             | Beschreibung | Metadaten                                                                     |
| ---- | --------------- | ------------------------------------------------- | -------------------------------------------------------------------------------- | --------------------------------------------------- | ------------ | ----------------------------------------------------------------------------- |
| ja   | Datei hochladen | Vorhof der Burg(sk) ObjektID: 101-28/2            | Zámocká ul. 2, Standort KG: Staré Mesto Konskr.Nr.:                              | palác s nádvorím; palácové nádvorie                 |              | č. NKP: 101-28/2 Stand des NKP: 2012-02-08 Name: NÁDVORIE HRADNÉ              |
| ja   | Datei hochladen | Wachstube(sk) ObjektID: 101-28/3                  | Zámocká ul. 2, Standort KG: Staré Mesto Konskr.Nr.:                              | nádvorie cestné stráznica na cestnom nádvorí        |              | č. NKP: 101-28/3 Stand des NKP: 2012-02-08 Name: STRÁŽNICA                    |
|      | Datei hochladen | Burgbrücke(sk) ObjektID: 101-28/4                 | Zámocká ul. 2, KG: Staré Mesto Konskr.Nr.:                                       | nádvorie cestné most na cestnom nádvorí             |              | č. NKP: 101-28/4 Stand des NKP: 2012-02-08 Name: MOST HRADNÝ                  |
| ja   | Datei hochladen | Vorhof zur Straße(sk) ObjektID: 101-28/5          | Zámocká ul. 2, Standort KG: Staré Mesto Konskr.Nr.:                              | nádvorie cestné Cestné nádvorie                     |              | č. NKP: 101-28/5 Stand des NKP: 2012-02-08 Name: NÁDVORIE ČESTNÉ              |
| ja   | Datei hochladen | westliches Tor(sk) ObjektID: 101-28/6             | Zámocká ul. 2, Standort KG: Staré Mesto Konskr.Nr.:                              | nádvorie cestné Brána cestn.nádvoria                |              | č. NKP: 101-28/6 Stand des NKP: 2012-02-08 Name: BRÁNA ZÁPADNÁ                |
| ja   | Datei hochladen | östliches Tor(sk) ObjektID: 101-28/7              | Zámocká ul. 2, Standort KG: Staré Mesto Konskr.Nr.:                              | nádvorie cestné Brána cestn.nádvoria                |              | č. NKP: 101-28/7 Stand des NKP: 2012-02-08 Name: BRÁNA VÝCHODNÁ               |
|      | Datei hochladen | Burgmauer(sk) ObjektID: 101-28/8                  | Zámocká ul. 2 (Pod cestným nádvorím) KG: Staré Mesto Konskr.Nr.:                 | nádvorie cestné opevnenie                           |              | č. NKP: 101-28/8 Stand des NKP: 2012-02-08 Name: MÚR HRADBOVÝ                 |
|      | Datei hochladen | südwestliche Terrasse(sk) ObjektID: 101-28/9      | Zámocká ul. 2, KG: Staré Mesto Konskr.Nr.:                                       | nádvorie cestné Terasa juhozápadná                  |              | č. NKP: 101-28/9 Stand des NKP: 2012-02-08 Name: TERASA JUHOZÁPADNÁ           |
|      | Datei hochladen | Eingangsgebäude(sk) ObjektID: 101-28/10           | Zámocká ul. 2, KG: Staré Mesto Konskr.Nr.:                                       | terasa severná vstupná budova na sev.terase         |              | č. NKP: 101-28/10 Stand des NKP: 2012-02-08 Name: BUDOVA VSTUPNÁ              |
|      | Datei hochladen | westliche Burgmauer(sk) ObjektID: 101-28/11       | Zámocká ul. 2 (Severná terasa) KG: Staré Mesto Konskr.Nr.:                       | terasa severná opevnenie                            |              | č. NKP: 101-28/11 Stand des NKP: 2012-02-08 Name: MÚR HRADBOVÝ ZÁPADNÝ        |
|      | Datei hochladen | nördliche Bastion(sk) ObjektID: 101-28/12         | Zámocká ul. 2 (Severná terasa) KG: Staré Mesto Konskr.Nr.:                       | terasa severná basta sever.opevnenia                |              | č. NKP: 101-28/12 Stand des NKP: 2012-02-08 Name: BAŠTA SEVERNÁ               |
|      | Datei hochladen | Kasaren(sk) ObjektID: 101-28/13                   | Zámocká ul. 2 (Na sever.hradbách) KG: Staré Mesto Konskr.Nr.:                    | terasa severná kasárne                              |              | č. NKP: 101-28/13 Stand des NKP: 2012-02-08 Name: KASÁREŇ                     |
| ja   | Datei hochladen | Bastion(sk) ObjektID: 101-28/14                   | Zámocká ul. 2, Standort KG: Staré Mesto Konskr.Nr.:                              | terasa severná Luginsland basta                     |              | č. NKP: 101-28/14 Stand des NKP: 2012-02-08 Name: BAŠTA                       |
|      | Datei hochladen | Wirtschaftsgebäude(sk) ObjektID: 101-28/15        | Zámocká ul. 2 (Severná terasa) KG: Staré Mesto Konskr.Nr.:                       | terasa severná hospodárska stavba                   |              | č. NKP: 101-28/15 Stand des NKP: 2012-02-08 Name: STAVBA HOSPODÁRSKA          |
|      | Datei hochladen | Park(sk) ObjektID: 101-28/16                      | Zámocká ul. 2 (Severná terasa) KG: Staré Mesto Konskr.Nr.:                       | terasa severná                                      |              | č. NKP: 101-28/16 Stand des NKP: 2012-02-08 Name: PARK                        |
| ja   | Datei hochladen | Kirche(sk) ObjektID: 101-28/17                    | Zámocká ul. 2 (Východná terasa) Standort KG: Staré Mesto Konskr.Nr.:             | terasa východná Velkomoravská bazili                |              | č. NKP: 101-28/17 Stand des NKP: 2012-02-08 Name: KOSTOL                      |
|      | Datei hochladen | Pferdestall(sk) ObjektID: 101-28/18               | Zámocká ul. 2 (Východná terasa) KG: Staré Mesto Konskr.Nr.:                      | terasa východná Hradná vináren                      |              | č. NKP: 101-28/18 Stand des NKP: 2012-02-08 Name: KONIAREŇ                    |
|      | Datei hochladen | östliche Burgmauer(sk) ObjektID: 101-28/19        | Zámocká ul. 2 (Východná terasa) KG: Staré Mesto Konskr.Nr.:                      | terasa východná opevnenie                           |              | č. NKP: 101-28/19 Stand des NKP: 2012-02-08 Name: MÚR HRADBOVÝ VÝCHODNÝ       |
|      | Datei hochladen | untere Terrasse(sk) ObjektID: 101-28/20           | Zámocká ul. 2 (Východná terasa) KG: Staré Mesto Konskr.Nr.:                      | terasa východná dolná východná terasa               |              | č. NKP: 101-28/20 Stand des NKP: 2012-02-08 Name: TERASA DOLNÁ                |
|      | Datei hochladen | obere Terrasse(sk) ObjektID: 101-28/21            | Zámocká ul. 2 (Východná terasa) KG: Staré Mesto Konskr.Nr.:                      | terasa východná horná východná terasa               |              | č. NKP: 101-28/21 Stand des NKP: 2012-02-08 Name: TERASA HORNÁ                |
| ja   | Datei hochladen | Statue mit Säule(sk) ObjektID: 101-28/22          | Zámocká ul. 2 (Východná terasa) Standort KG: Staré Mesto Konskr.Nr.:             | terasa východná Socha Vir Dolórum                   |              | č. NKP: 101-28/22 Stand des NKP: 2012-02-08 Name: SOCHA NA STĹPE              |
| ja   | Datei hochladen | Tor(sk) ObjektID: 101-28/23                       | Zámocká ul. 2 (Juzná terasa) Standort KG: Staré Mesto Konskr.Nr.:                | terasa juzná Korvínova brána, Žigmundova brána      |              | č. NKP: 101-28/23 Stand des NKP: 2012-02-08 Name: BRÁNA                       |
|      | Datei hochladen | Eingangsbereich(sk) ObjektID: 101-28/24           | Zámocká ul. 2 (Juzná terasa) KG: Staré Mesto Konskr.Nr.:                         | terasa juzná Vstupný priestor                       |              | č. NKP: 101-28/24 Stand des NKP: 2012-02-08 Name: PRIESTOR VSTUPNÝ            |
| BW   | Datei hochladen | Südliche äußere Burgmauer(sk) ObjektID: 101-28/25 | Zámocká ul. 2 (Juzná terasa) Standort KG: Staré Mesto Konskr.Nr.:                | terasa juzná Vonkajsí hradob.múr                    |              | č. NKP: 101-28/25 Stand des NKP: 2012-02-08 Name: MÚR HRADBOVÝ VONKAJŠÍ JUŽNÝ |
|      | Datei hochladen | Südliche innere Burgmauer(sk) ObjektID: 101-28/26 | Zámocká ul. 2 (Juzná terasa) KG: Staré Mesto Konskr.Nr.:                         | terasa juzná Vnútorný hradob.múr                    |              | č. NKP: 101-28/26 Stand des NKP: 2012-02-08 Name: MÚR HRADBOVÝ VNÚTORNÝ JUŽNÝ |
|      | Datei hochladen | Schlossgebäude(sk) ObjektID: 101-28/27            | Zámocká ul. 2 (Na juznom bastióne) KG: Staré Mesto Konskr.Nr.:                   | terasa juzná dom na juznom bastióne                 |              | č. NKP: 101-28/27 Stand des NKP: 2012-02-08 Name: DOM KASTELÁNA               |
|      | Datei hochladen | südliche Terrasse(sk) ObjektID: 101-28/28         | Zámocká ul. 2 (Juzná terasa) KG: Staré Mesto Konskr.Nr.:                         | terasa juzná priestor juznej terasy                 |              | č. NKP: 101-28/28 Stand des NKP: 2012-02-08 Name: TERASA JUŽNÁ                |
|      | Datei hochladen | Burgmauer(sk) ObjektID: 101-28/29                 | Zámocká ul. 2 (Juzná terasa) KG: Staré Mesto Konskr.Nr.:                         | terasa juzná Hradob.múr j.terasy                    |              | č. NKP: 101-28/29 Stand des NKP: 2012-02-08 Name: MÚR HRADBOVÝ                |
| ja   | Datei hochladen | Tor(sk) ObjektID: 101-28/30                       | Zámocká ul. 2 (Juzná terasa) Standort KG: Staré Mesto Konskr.Nr.:                | terasa juzná Leopoldova brána                       |              | č. NKP: 101-28/30 Stand des NKP: 2012-02-08 Name: BRÁNA                       |
|      | Datei hochladen | Wall(sk) ObjektID: 101-28/31                      | Zámocká ul. 2 (Juzná terasa) KG: Staré Mesto Konskr.Nr.:                         | terasa juzná Velkomoravský val                      |              | č. NKP: 101-28/31 Stand des NKP: 2012-02-08 Name: VAL                         |
|      | Datei hochladen | westliche Terrasse(sk) ObjektID: 101-28/32        | Zámocká ul. 2 (Západná terasa) KG: Staré Mesto Konskr.Nr.:                       | terasa západná priestor západnej terasy             |              | č. NKP: 101-28/32 Stand des NKP: 2012-02-08 Name: TERASA ZÁPADNÁ              |
|      | Datei hochladen | KOMUNIKÁCIA ObjektID: 101-28/33                   | Zámocká ul. 2 (Západná terasa) KG: Staré Mesto Konskr.Nr.:                       | terasa západná Nástupná komunikácia                 |              | č. NKP: 101-28/33 Stand des NKP: 2012-02-08 Name: KOMUNIKÁCIA                 |
|      | Datei hochladen | südwestliche Burgmauer(sk) ObjektID: 101-28/34    | Zámocká ul. 2 (Západná terasa) KG: Staré Mesto Konskr.Nr.:                       | terasa západná Juhozáp.hradobný múr                 |              | č. NKP: 101-28/34 Stand des NKP: 2012-02-08 Name: MÚR HRADBOVÝ JUHOZÁPADNÝ    |
| ja   | Datei hochladen | Tor(sk) ObjektID: 101-28/35                       | Zámocká ul. 2 (Západná terasa) Standort KG: Staré Mesto Konskr.Nr.:              | terasa západná Viedenská brána                      |              | č. NKP: 101-28/35 Stand des NKP: 2012-02-08 Name: BRÁNA                       |
|      | Datei hochladen | westliche Burgmauer(sk) ObjektID: 101-28/36       | Zámocká ul. 2 (Západná terasa) KG: Staré Mesto Konskr.Nr.:                       | terasa západná Západný hradobný múr                 |              | č. NKP: 101-28/36 Stand des NKP: 2012-02-08 Name: MÚR HRADBOVÝ ZÁPADNÝ        |
|      | Datei hochladen | nördliche Burgmauer(sk) ObjektID: 101-28/37       | Zámocká ul. 2 (Západná terasa) KG: Staré Mesto Konskr.Nr.:                       | terasa západná Severozápadný múr                    |              | č. NKP: 101-28/37 Stand des NKP: 2012-02-08 Name: MÚR HRADBOVÝ SEVEROZ        |
|      | Datei hochladen | Überreste eines Anbaus(sk) ObjektID: 101-28/38    | Zámocká ul. 2 (Západná terasa) KG: Staré Mesto Konskr.Nr.:                       | terasa západná Fragmenty prístavby                  |              | č. NKP: 101-28/38 Stand des NKP: 2012-02-08 Name: PRÍSTAVBA-FRAGMENT          |
| ja   | Datei hochladen | Burgpalast(sk) Burg Bratislava ObjektID: 101-28/1 | Zámocká ul. 2, Standort KG: Staré Mesto Konskr.Nr.: 862                          | palác s nádvorím; Bratislavský hrad                 |              | č. NKP: 101-28/1 Stand des NKP: 2012-02-08 Name: PALÁC HRADNÝ                 |
| ja   | Datei hochladen | Stadtpalais(sk) ObjektID: 101-686/1               | Zámocká ul. 47, Standort KG: Staré Mesto Konskr.Nr.: 2128                        | záhradné krídlo; Zvysok Pálffyho paláca             |              | č. NKP: 101-686/1 Stand des NKP: 2012-02-08 Name: PALÁC MESTSKÝ               |
|      | Datei hochladen | Stützmauer(sk) ObjektID: 101-686/2                | Zámocká ul. 47, KG: Staré Mesto Konskr.Nr.: 2128                                 | oporný múr pri Pálffyho paláci                      |              | č. NKP: 101-686/2 Stand des NKP: 2012-02-08 Name: MÚR OPORNÝ                  |
|      | Datei hochladen | Stadtpalais(sk) ObjektID: 101-229/0               | Zámocké schody ul. 4 (st.c.8) KG: Staré Mesto Konskr.Nr.: 288,231                | radový                                              |              | č. NKP: 101-229/0 Stand des NKP: 2012-02-08 Name: DOM MEŠTIANSKY              |
|      | Datei hochladen | Stadtpalais(sk) ObjektID: 101-231/0               | Zámocké schody ul. 8 (Beblavého ul.,st.c.6) KG: Staré Mesto Konskr.Nr.: 100193   | nározný Arcadia                                     |              | č. NKP: 101-231/0 Stand des NKP: 2012-02-08 Name: DOM MEŠTIANSKY              |
| ja   | Datei hochladen | Stadtpalais(sk) ObjektID: 101-232/0               | Zámocnícka ul. 3, Standort KG: Staré Mesto Konskr.Nr.: 100395                    | prejazdový,radový                                   |              | č. NKP: 101-232/0 Stand des NKP: 2012-02-08 Name: DOM MEŠTIANSKY              |
|      | Datei hochladen | Burgmauer(sk) ObjektID: 101-120/9                 | Zámocnícka ul. 3 (v priekope,Cervený rak) KG: Staré Mesto Konskr.Nr.:            | severný hradbový a parkánový múr                    |              | č. NKP: 101-120/9 Stand des NKP: 2012-02-08 Name: MÚR HRADBOVÝ                |
|      | Datei hochladen | Stadtpalais(sk) ObjektID: 101-233/0               | Zámocnícka ul. 4, KG: Staré Mesto Konskr.Nr.: 100402                             | radový                                              |              | č. NKP: 101-233/0 Stand des NKP: 2012-02-08 Name: DOM MEŠTIANSKY              |
| ja   | Datei hochladen | Stadtpalais(sk) ObjektID: 101-234/0               | Zámocnícka ul. 5, Standort KG: Staré Mesto Konskr.Nr.: 101396                    | radový                                              |              | č. NKP: 101-234/0 Stand des NKP: 2012-02-08 Name: DOM MEŠTIANSKY              |
| ja   | Datei hochladen | Stadtpalais(sk) ObjektID: 101-235/0               | Zámocnícka ul. 6, Standort KG: Staré Mesto Konskr.Nr.: 404                       | radový                                              |              | č. NKP: 101-235/0 Stand des NKP: 2012-02-08 Name: DOM MEŠTIANSKY              |
| ja   | Datei hochladen | Stadtpalais(sk) ObjektID: 101-236/0               | Zámocnícka ul. 7, Standort KG: Staré Mesto Konskr.Nr.: 397                       | priechodový,radový                                  |              | č. NKP: 101-236/0 Stand des NKP: 2012-02-08 Name: DOM MEŠTIANSKY              |
| ja   | Datei hochladen | Stadtpalais(sk) ObjektID: 101-237/0               | Zámocnícka ul. 8, Standort KG: Staré Mesto Konskr.Nr.: 100405                    | prejazdový,nározný                                  |              | č. NKP: 101-237/0 Stand des NKP: 2012-02-08 Name: DOM MEŠTIANSKY              |
| ja   | Datei hochladen | Stadtpalais(sk) ObjektID: 101-238/0               | Zámocnícka ul. 9, Standort KG: Staré Mesto Konskr.Nr.: 100398                    | sienový,radový                                      |              | č. NKP: 101-238/0 Stand des NKP: 2012-02-08 Name: DOM MEŠTIANSKY              |
| ja   | Datei hochladen | Stadtpalais(sk) ObjektID: 101-239/0               | Zámocnícka ul. 10, Standort KG: Staré Mesto Konskr.Nr.: 101405                   | prejazdový,nározný 1815-1889,historik um.,archeol   |              | č. NKP: 101-239/0 Stand des NKP: 2012-02-08 Name: DOM MEŠTIANSKY PAMÄTNÝ      |
| ja   | Datei hochladen | Stadtpalais(sk) ObjektID: 101-240/0               | Zámocnícka ul. 11, Standort KG: Staré Mesto Konskr.Nr.: 100399                   | radový                                              |              | č. NKP: 101-240/0 Stand des NKP: 2012-02-08 Name: DOM MEŠTIANSKY              |
| ja   | Datei hochladen | Stadtpalais(sk) ObjektID: 101-241/0               | Zámocnícka ul. 13, Standort KG: Staré Mesto Konskr.Nr.: 100400                   | radový                                              |              | č. NKP: 101-241/0 Stand des NKP: 2012-02-08 Name: DOM MEŠTIANSKY              |
| ja   | Datei hochladen | Wohnhaus(sk) ObjektID: 101-242/1                  | Zelená ul. 1 (Hlavné nám.6) Standort KG: Staré Mesto Konskr.Nr.: 357,100357      | schodiskový,nározný Palugyayovský dom               |              | č. NKP: 101-242/1 Stand des NKP: 2012-02-08 Name: DOM BYTOVÝ                  |
|      | Datei hochladen | Brunnen(sk) ObjektID: 101-242/2                   | Zelená ul. 1 (Vo dvore) KG: Staré Mesto Konskr.Nr.: 357                          | kamenná,nástenná Palugyova studna                   |              | č. NKP: 101-242/2 Stand des NKP: 2012-02-08 Name: FONTÁNA                     |
| ja   | Datei hochladen | Wohnhaus(sk) ObjektID: 101-244/0                  | Zelená ul. 8, Standort KG: Staré Mesto Konskr.Nr.: 254                           | chodbový,radový                                     |              | č. NKP: 101-244/0 Stand des NKP: 2012-02-08 Name: DOM BYTOVÝ                  |
| ja   | Datei hochladen | Stadtpalais(sk) ObjektID: 101-243/0               | Zelená ul. 2-4 (Sedlárska ul.c.12) Standort KG: Staré Mesto Konskr.Nr.: 100365   | nározný Dom Grünstubel,Zelený dom                   |              | č. NKP: 101-243/0 Stand des NKP: 2012-02-08 Name: DOM MEŠTIANSKY              |
| ja   | Datei hochladen | Schule(sk) ObjektID: 101-479/0                    | Zochova ul. 1, Standort KG: Staré Mesto Konskr.Nr.: 751                          | chodbová,nározná Csl.rozhlas,VSMU                   |              | č. NKP: 101-479/0 Stand des NKP: 2012-02-08 Name: ŠKOLA                       |
| ja   | Datei hochladen | Schule(sk) ObjektID: 101-480/0                    | Zochova ul. 3, Standort KG: Staré Mesto Konskr.Nr.: 100755                       |                                                     |              | č. NKP: 101-480/0 Stand des NKP: 2012-02-08 Name: ŠKOLA                       |
| ja   | Datei hochladen | Schule(sk) ObjektID: 101-481/0                    | Zochova ul. 5 (Z cast PZ BA) Standort KG: Staré Mesto Konskr.Nr.: 101756         | chodbová                                            |              | č. NKP: 101-481/0 Stand des NKP: 2012-02-08 Name: ŠKOLA                       |
| ja   | Datei hochladen | Krankenhaus(sk) ObjektID: 101-482/0               | Zochova ul. 7, Standort KG: Staré Mesto Konskr.Nr.: 759                          | solitér; 1.pôrod.a gynekolog.klinika                |              | č. NKP: 101-482/0 Stand des NKP: 2012-02-08 Name: NEMOCNICA                   |
| ja   | Datei hochladen | Schule(sk) ObjektID: 101-483/0                    | Zochova ul. 9, Standort KG: Staré Mesto Konskr.Nr.: 1764                         |                                                     |              | č. NKP: 101-483/0 Stand des NKP: 2012-02-08 Name: ŠKOLA                       |
| ja   | Datei hochladen | Wohnhaus(sk) ObjektID: 101-485/0                  | Zochova ul. 14, Standort KG: Staré Mesto Konskr.Nr.: 758                         | chodbový+schodiskový,radový nájomný dom,ORL klinika |              | č. NKP: 101-485/0 Stand des NKP: 2012-02-08 Name: DOM BYTOVÝ                  |
| ja   | Datei hochladen | Villa(sk) ObjektID: 101-378/0                     | Zrínskeho ul. 2, Standort KG: Staré Mesto Konskr.Nr.: 101203                     | nározná                                             |              | č. NKP: 101-378/0 Stand des NKP: 2012-02-08 Name: VILA                        |
| ja   | Datei hochladen | Villa(sk) ObjektID: 101-373/0                     | Zrínskeho ul. 3, Standort KG: Staré Mesto Konskr.Nr.: 101200                     | solitér;                                            |              | č. NKP: 101-373/0 Stand des NKP: 2012-02-08 Name: VILA                        |
| ja   | Datei hochladen | Villa(sk) ObjektID: 101-379/0                     | Zrínskeho ul. 4, Standort KG: Staré Mesto Konskr.Nr.:                            | solitér;                                            |              | č. NKP: 101-379/0 Stand des NKP: 2012-02-08 Name: VILA                        |
| ja   | Datei hochladen | Villa(sk) ObjektID: 101-374/1                     | Zrínskeho ul. 7 (SV od cintorína) Standort KG: Staré Mesto Konskr.Nr.: 101202    | solitér;                                            |              | č. NKP: 101-374/1 Stand des NKP: 2012-02-08 Name: VILA                        |
| ja   | Datei hochladen | Garten(sk) ObjektID: 101-374/2                    | Zrínskeho ul. 7 (SV od cintorína) Standort KG: Staré Mesto Konskr.Nr.: 0         |                                                     |              | č. NKP: 101-374/2 Stand des NKP: 2012-02-08 Name: ZÁHRADA                     |
| ja   | Datei hochladen | Villa(sk) ObjektID: 101-375/1                     | Zrínskeho ul. 11 (JZ zástavba ulice) Standort KG: Staré Mesto Konskr.Nr.: 101206 | solitér;                                            |              | č. NKP: 101-375/1 Stand des NKP: 2012-02-08 Name: VILA                        |
| ja   | Datei hochladen | Garten(sk) ObjektID: 101-375/2                    | Zrínskeho ul. 11 (JZ zástavba ulice) Standort KG: Staré Mesto Konskr.Nr.: 0      |                                                     |              | č. NKP: 101-375/2 Stand des NKP: 2012-02-08 Name: ZÁHRADA                     |
| ja   | Datei hochladen | Villa(sk) ObjektID: 101-376/0                     | Zrínskeho ul. 13, Standort KG: Staré Mesto Konskr.Nr.:                           |                                                     |              | č. NKP: 101-376/0 Stand des NKP: 2012-02-08 Name: VILA                        |
| ja   | Datei hochladen | Villa(sk) ObjektID: 101-377/0                     | Zrínskeho ul. 15, Standort KG: Staré Mesto Konskr.Nr.: 1208                      |                                                     |              | č. NKP: 101-377/0 Stand des NKP: 2012-02-08 Name: VILA                        |
| ja   | Datei hochladen | Landsitz(sk) ObjektID: 101-246/0                  | Židovská ul. 17, Standort KG: Staré Mesto Konskr.Nr.: 297                        | Zsigrayova kúria                                    |              | č. NKP: 101-246/0 Stand des NKP: 2012-02-08 Name: KÚRIA                       |
|      | Datei hochladen | DOM LODNÍKOV ObjektID: 101-248/0                  | Žižkova ul. 1 (V blízkosti kostola) KG: Staré Mesto Konskr.Nr.: 4449             | priechodový,nározný Rybársky cech                   |              | č. NKP: 101-248/0 Stand des NKP: 2012-02-08 Name: DOM LODNÍKOV                |
|      | Datei hochladen | Pfarrhof(sk) ObjektID: 101-253/2                  | Žižkova ul. 7, KG: Staré Mesto Konskr.Nr.:                                       |                                                     |              | č. NKP: 101-253/2 Stand des NKP: 2012-02-08 Name: FARA                        |
| ja   | Datei hochladen | Landsitz(sk) ObjektID: 101-249/0                  | Žižkova ul. 12, Standort KG: Staré Mesto Konskr.Nr.:                             | Kamperova kúria                                     |              | č. NKP: 101-249/0 Stand des NKP: 2012-02-08 Name: KÚRIA                       |
| ja   | Datei hochladen | Stadtpalais(sk) ObjektID: 101-250/0               | Žižkova ul. 14, Standort KG: Staré Mesto Konskr.Nr.:                             | radový                                              |              | č. NKP: 101-250/0 Stand des NKP: 2012-02-08 Name: DOM MEŠTIANSKY              |
| ja   | Datei hochladen | Landsitz(sk) ObjektID: 101-252/0                  | Žižkova ul. 18, Standort KG: Staré Mesto Konskr.Nr.: 6521                        | prejazdová,nározná Brämmerova kúria                 |              | č. NKP: 101-252/0 Stand des NKP: 2012-02-08 Name: KÚRIA                       |
| ja   | Datei hochladen | Kirche(sk) ObjektID: 101-253/1                    | Žižkova ul. 32, Standort KG: Staré Mesto Konskr.Nr.: 4454                        | r.k.sv.Trojice;                                     |              | č. NKP: 101-253/1 Stand des NKP: 2012-02-08 Name: KOSTOL                      |
|      | Datei hochladen | jüdischer Friedhof(sk) ObjektID: 101-10624/1      | Žižkova ul. 36, KG: Staré Mesto Konskr.Nr.:                                      | ortodoxný Nový cintorín                             |              | č. NKP: 101-10624/1 Stand des NKP: 2012-02-08 Name: CINTORÍN ŽIDOVSKÝ         |
|      | Datei hochladen | Trauerhaus(sk) ObjektID: 101-10624/2              | Žižkova ul. 36, KG: Staré Mesto Konskr.Nr.: 1860                                 | solitér; obradná sien,ceremoniálna hala             |              | č. NKP: 101-10624/2 Stand des NKP: 2012-02-08 Name: DOM SMÚTKU                |
|      | Datei hochladen | Terrasse(sk) ObjektID: 101-10624/3                | Žižkova ul. 36 (južne od domu smútku) KG: Staré Mesto Konskr.Nr.:                | zhromazdovacia terasa                               |              | č. NKP: 101-10624/3 Stand des NKP: 2012-02-08 Name: TERASA                    |
|      | Datei hochladen | Zugangstreppenhaus(sk) ObjektID: 101-10624/4      | Žižkova ul. 36, KG: Staré Mesto Konskr.Nr.:                                      | trojramenné trojramenné schodisko                   |              | č. NKP: 101-10624/4 Stand des NKP: 2012-02-08 Name: SCHODISKO PRÍSTUPOVÉ      |
|      | Datei hochladen | Zugangsstraße(sk) ObjektID: 101-10624/5           | Žižkova ul. 36, KG: Staré Mesto Konskr.Nr.:                                      | prístupová cesta                                    |              | č. NKP: 101-10624/5 Stand des NKP: 2012-02-08 Name: CESTA PRÍSTUPOVÁ          |
|      | Datei hochladen | Stützmauer mit Tor(sk) ObjektID: 101-10624/6      | Žižkova ul. 36, KG: Staré Mesto Konskr.Nr.:                                      | kamen; ohradný múr                                  |              | č. NKP: 101-10624/6 Stand des NKP: 2012-02-08 Name: MÚR OPORNÝ S BRÁNOU       |
|      | Datei hochladen | jüdischer Friedhof(sk) ObjektID: 101-10625/0      | Žižkova ul. 50, KG: Staré Mesto Konskr.Nr.:                                      | neologický                                          |              | č. NKP: 101-10625/0 Stand des NKP: 2012-02-08 Name: CINTORÍN ŽIDOVSKÝ         |
|      | Datei hochladen | Kreuz(sk) ObjektID: 101-253/3                     | Žižkova ul. (v záhrade fary) KG: Staré Mesto Konskr.Nr.:                         | kamen;                                              |              | č. NKP: 101-253/3 Stand des NKP: 2012-02-08 Name: KRÍŽ                        |
| ja   | Datei hochladen | Kapuzinerkloster(sk) ObjektID: 101-169/1          | Župné nám. 1, Standort KG: Staré Mesto Konskr.Nr.: 592                           | kapucínsky                                          |              | č. NKP: 101-169/1 Stand des NKP: 2012-02-08 Name: KLÁŠTOR KAPUCÍNOV           |
| ja   | Datei hochladen | Kirche(sk) ObjektID: 101-169/2                    | Župné nám. 1, Standort KG: Staré Mesto Konskr.Nr.: 592                           | r.k.sv.Štefana Krála; kapucínsky                    |              | č. NKP: 101-169/2 Stand des NKP: 2012-02-08 Name: KOSTOL                      |
| ja   | Datei hochladen | Mehrfunktionsgebäude(sk) ObjektID: 101-831/0      | Župné nám. 7, Standort KG: Staré Mesto Konskr.Nr.: 587                           | schodiskový,radový Budova inz.komory                |              | č. NKP: 101-831/0 Stand des NKP: 2012-02-08 Name: DOM POLYFUNKČNÝ             |
| ja   | Datei hochladen | Komitatshaus(sk) ObjektID: 101-167/0              | Župné nám. 12, Standort KG: Staré Mesto Konskr.Nr.: 1591                         | chodbový,radový Budova SNR                          |              | č. NKP: 101-167/0 Stand des NKP: 2012-02-08 Name: DOM ŽUPNÝ                   |
| ja   | Datei hochladen | Kirche(sk) ObjektID: 101-168/0                    | Župné nám. Standort KG: Staré Mesto Konskr.Nr.: 593                              | r.k.Jána z Mathy; kostol sv.Trojice                 |              | č. NKP: 101-168/0 Stand des NKP: 2012-02-08 Name: KOSTOL                      |
| ja   | Datei hochladen | Statue mit Säule(sk) ObjektID: 101-171/0          | Župné nám. Standort KG: Staré Mesto Konskr.Nr.:                                  | Panna Mária-Immaculata; Morový stlp                 |              | č. NKP: 101-171/0 Stand des NKP: 2012-02-08 Name: SOCHA NA STĹPE              |

## Legende
Die Tabelle enthält im Einzelnen folgende Informationen:
| Foto:                    | Fotografie des Denkmals. |
| Denkmal / č. ÚZPF:       | Die Übersetzung der Bezeichnung des Denkmals, wie sie vom Slowakischen Denkmalamt (Pamiatkový úrad Slovenskej republiky) verwendet wird. Die Originalbezeichnung ist unter dem Fragezeichen angegeben. Fehlt die Übersetzung, so wird die Originalbezeichnung direkt angezeigt. Weiters ist die Objekt-Identifikationsnummer (Objekt ID) angeführt. Sie ist die offizielle, in der Slowakei eindeutige Nummer č. ÚZPF inklusive der zugehörigen Zählnummer, wie sie in den Daten des Denkmalamtes angegeben wird. Da diese nur innerhalb eines Landkreises gezählt wird, ist dessen Nummer der Denkmalnummer vorangestellt. |
| Standort:                | Wenn in der Liste vorhanden, ist die Adresse angegeben. In Klammern kann sich noch eine zusätzliche Adresse befinden, wenn es beispielsweise ein Eckhaus ist. Bei freistehenden Objekten ohne Adresse (zum Beispiel bei Bildstöcken) ist eine Adresse angegeben, die in der Nähe des Objekts liegt. Durch Aufruf des Links Standort wird die Lage des Denkmals in verschiedenen Kartenprojekten angezeigt. Darunter sind die Katastralgemeinde (KG) und, wenn vorhanden, die Konskriptionsnummer (Konskr. Nr.) angegeben.                                                                                                   |
| Offizielle Beschreibung: | Es ist die Kurzbeschreibung auf Slowakisch, wie sie in den offiziellen Listen angegeben ist, eingetragen. |
| Beschreibung:            | Kurze Angaben zum Denkmal auf Deutsch. |
| Metadaten:               | Zusätzlich werden, wenn in den persönlichen Einstellungen das Helferlein Dauerhaftes Einblenden von Metadaten aktiviert ist, ebensolche angezeigt. |

- Karte mit allen Koordinaten:
- OSM |
- WikiMap